# Niels Banner
 Der er flere personer med dette navn, se Niels Eriksen Banner.
Niels Banner (22. april 1622 – 22. februar 1670) var en dansk amtmand og gehejmeråd, bror til Erik Banner.
Hans fader, Otte Banner til Gessingholm, døde alt tre år efter, moderen hed Jytte Bild. Om hans ungdom haves ingen efterretning. 1651 blev han lensmand på Jungshoved, men ombyttede 1654 dette len med Abrahamstrup, som han beholdt til 1660. I krigen 1657 gjorde han tjeneste som ritmester ved Livregimentet. Året efter fik han Svenstrup (egentlig som gave til hans søn Frederik). 1660 blev han forlenet med Åkær, men mistede det atter året efter ved regeringsforandringen. Han fik nemlig 1661 ordre til at overlevere det til rigsdrost Joachim Gersdorffs arvinger som erstatning for "bornholmsk vederlagsgods" i Skåne og fik i stedet Hagenskov Len kvit og frit for sin og sin hustrus levetid foruden en pension på 2.000 rigsdaler. 
Da Niels Banner stod i stor gunst hos kong Frederik III, kom denne forandring ikke ham personlig til skade, tværtimod. Ikke blot skænkede kongen 1661 hans to sønner øerne Alrø og Endelave mm. i faddergave, men 1667 fik han som en gave fra kongen Hagenskov Slot, hvis navn han derefter forandrede til Frederiksgave. Desuden ejede han Ringstedgård, Dejbjerggård, Rødkilde, Rygård og Tybrind; men tiderne efter krigen var så slette, at han inden sin død måtte skille sig ved flere af disse ejendomme. 1661 var han blevet amtmand over Hagenskov Amt og kort efter gehejmeråd, assessor i Statskollegiet og 1669 i Højesteret; han døde 22. februar 1670, kun fjorten dage efter sin kongelige velynder.
Med sin hustru, Anna Catharine Schulte til Rødkilde (15. november 1631 - før 1675), datter af hofråd, lensmand på Abrahamstrup Jørgen Schulte til Finstrup (1593-1652) og Anna Margrethe von Götzen (1611-1684), hvem han havde ægtet 18. maj 1651 i København, havde han fjorten børn.